# Fattoria della Badiola
La fattoria della Badiola, o semplicemente la Badiola, è un complesso rurale situato nella parte orientale del territorio comunale di Castiglione della Pescaia, nella provincia di Grosseto, in Toscana.
La sua ubicazione è ai piedi delle ultime propaggini meridionali del massiccio collinare di Poggio Ballone, non lontano dalla riserva naturale Diaccia Botrona e dall'abbazia di San Pancrazio al Fango presso i Ponti di Badia, al confine con il comune di Grosseto.
Il complesso era originariamente una tenuta di caccia dei granduchi di Lorena, che nella zona tra Castiglione della Pescaia e Grosseto possedevano anche la non lontana tenuta in cui attualmente sorge il Centro militare veterinario. Gran parte dei fabbricati che caratterizzano la tenuta della Badiola hanno le loro origini agli inizi dell'Ottocento.
Una lunga strada bianca, ombreggiata da pini secolari che la affiancano su entrambi i lati, conduce all'interno della tenuta dalla strada provinciale Grosseto-Castiglione della Pescaia.
La villa padronale, risalente al 1837, si presenta a pianta quadrangolare, disposta su tre livelli principali più il sottotetto. È caratterizzata da strutture murarie esterne dalle linee sobrie rivestite in intonaco, ove si aprono sui vari livelli le finestre di forma quadrangolare.
La fattoria, di origini coeve alla villa, si sviluppa su tre lati, con i rispettivi corpi di fabbrica a pianta rettangolare che si addossano a quello attiguo. La villa e la fattoria sono collegate tra loro da un caratteristico giardino d'inverno.
Tra gli annessi spiccano l'essiccatoio del tabacco ed il granaio, risalenti entrambi agli inizi del Novecento. L'essiccatoio si presenta a pianta rettangolare, disposto su due livelli, con strutture murarie in pietra che, su un lato, sono precedute da un avancorpo più basso con copertura spiovente poggiante su una serie di colonne a sezione quadrata. Il granaio si articola a pianta rettangolare disponendosi su due livelli, con strutture murarie in pietra ove si aprono una serie di porte e finestre ad arco ribassato.
Infine, va ricordata la presenza della cappella della Badiola, che da sempre è stata la cappella gentilizia dell'intero complesso rurale.
Con l'inizio del III millennio la tenuta è stata interamente restaurata e trasformata in un esclusivo albergo con ristorante di alta cucina. Tuttavia, la fattoria ha proseguito la produzione di olio, vino, frutta, verdura e piante aromatiche che storicamente hanno contraddistinto l'azienda agricola.